# Inevitabilmente amore
Inevitabilmente amore è un album del cantante Gianni Dei pubblicato nel 2010 dalla Edel.

## Tracce
1. Verde mare (G. Dei, Corrado Castellari, R. Onofri)
2. Vorrei tu fossi qui (G. Dei, G. Remondini)
3. Ti ricorderai di me (G. Dei, G. Trombetti)
4. Tacones altos (G. Dei, Cristiano Malgioglio) (spanish version)
5. Nessuno è imbattibile (G. Dei, Rainis, Pino D'Angiò)
6. Ma che fiesta (G. Dei, C. Malgioglio, J. M. Garcia) (duetto con Mita Medici)
7. Mi ami o non mi ami (C. Malgioglio, L. Duta)
8. As time goes by (Herman Hupfeld)
9. Un'altra estate (G. Dei, A. Artipoli)
10. Toccami (G. D'Errico, M. Corchia, Maurizio Vandelli, R. Masala, G. Verde)
11. Ti riavrò (G. Dei, D. Poggi, R. Onofri)
12. L'angelo di Hitchcock (G. Dei, C. Castellari, N. Piras)
13. Non ti fidare mai di un biondo (G. Dei, C. Castellari)
14. Roma magica (G. Dei, C. Castellari, N. Piras)
15. E se domani (Giorgio Calabrese, Carlo Alberto Rossi)
16. Oltreoceano (G. Dei, C. Castellari, G. Nicoloso, N. Piras)
17. Americana (G. Dei, G. e R. Onofri)
18. Ma sì che ce la fai (C. Castellari, Sandra Milo, G. Ungheriano) (duetto con Sandra Milo)